# John Godson
John Abraham Godson, né le 25 novembre 1970 à Umuahia au Nigeria, est un homme politique polonais, initialement membre de la Plate-forme civique (jusqu'en 2013), puis de La Pologne ensemble qui en est une scission (2013-2014) et enfin du PSL (depuis 2015). Il est député à la Diète du 14 décembre 2010 au  25 octobre 2015.

## Biographie

### Jeunesse au Nigeria
John Godson, de son nom de naissance Godson Chikama Onyekwere, naît à Umuahia au Nigeria le 25 novembre 1970, dans une famille de l'ethnie Igbo. Il fait ses études à l'université de l'État d'Abia, de 1987 à 1992, et rencontre à cette période un missionnaire roumain avec qui il échange sur le mode de vie occidental, et qui lui donne l'envie de voyager.

### Parcours politique en Pologne
En 1993, il décide de partir en Pologne, et rencontre sa future femme à Szczecin, ville de l'ouest du pays. Il y trouve un poste d'enseignant à l'École polytechnique, et y enseigne jusqu'en 1997. Après un court passage à Poznań, John Godson s'installe à Choszczno, y fonde son école de langue et devient le pasteur de l'église évangélique de la ville. En 2001, il devient officiellement citoyen polonais, puis déménage à Łódź deux ans plus tard. 
C'est dans cette ville du centre de la Pologne que Godson commence à s'investir dans la politique. Il devient tout d'abord membre du conseil d'Olechów-Janów (pl), subdivision de Widzew (pl) (l'un des cinq quartiers de la ville), sous l'étiquette Plate-forme civique. En 2007, il est promu au conseil municipal et y prône la diversité, en créant notamment l'Institut africain de Pologne, ayant pour but d'aider les jeunes d'origine étrangère à trouver leur voie. Il organise aussi des conférences sur la tolérance raciale dans tout le pays. Il se présente également aux élections législatives, sur la liste victorieuse d'Hanna Zdanowska. En 2010, il est réélu au conseil municipal. La députée Hanna Zdanowska étant élue maire de Łódź la même année, Godson la remplace à la Diète. Prêtant serment le 14 décembre 2010, il devient le premier Noir à siéger au Parlement polonais,.
Il est réélu en 2011, mais pas en 2015.